# Sun Enterprise
Sun Enterprise — линейка UNIX-серверов, производимых Sun Microsystems с 1996 по 2001 год. Линейка была запущена как Sun Ultra Enterprise, в 1998 году префикс Ultra был отброшен. Эти системы основывались на 64-битной микропроцессорной архитектуре UltraSPARC и были родственны с серией рабочих станций Ultra. Как и системы Ultra, они использовали операционную систему Solaris. Были произведены различные модели Sun Enterprise, от однопроцессорных серверов начального уровня до высокопроизводительных многопроцессорных серверов. Продукты с брендом Enterprise были заменены на модели линейки Sun Fire с 2001.

## Производные от рабочих станций Ultra
Первые серверы Sun, использующие процессоры UltraSPARC I, были запущены в производство в 1995 и назывались UltraServer 1 и UltraServer 2. Они представляли собой серверные конфигурации рабочих станций Ultra 1 и Ultra 2 соответственно. Позже они были переименованы в Ultra Enterprise 1 и Ultra Enterprise 2 для согласованности с названиями других моделей. Затем к ним был добавлен сервер Ultra Enterprise 150, который включал в себя материнскую плату Ultra 1 в корпусе tower с 12 жёсткими дисками.
В 1998 Sun выпустила серверные конфигурации основанных на UltraSPARC IIi рабочих станций Ultra 5 и Ultra 10, которые назывались соответственно Enterprise Ultra 5S и Enterprise Ultra 10S.

## Серверы начального уровня
Sun Enterprise 450 был популярным многопроцессорным сервером начального уровня. Он был запущен в производство в 1997 и имел до четырёх процессоров UltraSPARC II. Sun Enterprise 250 был выпущен в 1998 и имел два процессора. В 1999 к ним прибавились Enterprise 220R и Enterprise 420R. Модели 220R и 420R были основаны на материнских платах рабочих станций Ultra 60 и Ultra 80 соответственно. Модель 250 была позже заменена на Sun Fire V250, а 450 на Sun Fire V880. Сервер 220R был заменён на Sun Fire 280R, а 420R на Sun Fire V480.

## Серверы среднего уровня Ultra Enterprise X000/Enterprise X500
В 1996 Sun заменила модели SPARCserver 1000E и SPARCcenter 2000E на Ultra Enterprise 3000, 4000, 5000 и 6000. Это были многопроцессорные серверы, основанные на единой архитектуре, использовавшей шину Gigaplane и процессоры UltraSPARC I или II.
Модель 3000 представляла собой настольный сервер и имела до шести процессоров и 10 жёстких дисков, а 4000 — стоечный сервер и имела до 14 процессоров. Сервер Ultra Enterprise 6000 имел до 30 процессоров.
В 1999 были представлены модели Enterprise 3500, 4500, 5500 и 6500. Они представляли собой усовершенствованные системы X000 с более быстрой шиной Gigaplane (до 100 МГц, в зависимости от тактовой частоты процессора, вместо 83 МГц). 3500 также отличался от 3000 наличием восьми процессоров. Продукты Enterprise X500 были замещены серверами Sun Fire 3800/4800/6800.

## Enterprise 10000
Enterprise 10000 («Starfire») — высокопроизводительный многопроцессорный сервер с возможностью установки до 64 процессоров UltraSPARC II. Он был в основном разработан подразделением Business Systems Division компании Cray Research как последователь Cray Superserver 6400, который относился к ранним серверам с архитектурой Sun-4d. После покупки Cray компанией Silicon Graphics в 1996, это подразделение было продано Sun, которая выпустила Starfish как Ultra Enterprise 10000 в 1997.
Starfire использовал отказоустойчивое соединение Gigaplane-XB между процессором и памятью. Как и серверы линейки X000 и X500, Starfire соединял в себе многие высоко доступные свойства, включая способность быть разделённым на несколько доменов, каждый из которых мог загружать свой экземпляр Solaris. Серверы Starfire использовались многими компаниями во время бума доткомов, в частности eBay, обычно цена полностью сконфигурированного сервера составляла около 1 миллиона долларов.
Starfire был заменён на модели Sun Fire 12K/15K.